# PI3K/AKT/mTOR-signaleringsvägen
PI3K/AKT/mTOR-signaleringsvägen är en signaltransduktionsväg som aktiveras av tyrosinkinasreceptorer. Signaleringsvägen påverkar bland annat cellöverlevnad och apoptos och spelar således en viktig roll i vissa former av cancer.

## Reaktionsvägar
Bindning av ligand till vissa tyrosinkinasreceptorer gör att de aktiverar PI3-kinas, som i sin tur fosforylerar fosfatidylinositolbisfosfat till en trisfosfat. Detta gör att PDK1 och AKT (proteinkinas B) rekryteras till cellmembranet. PDK1 och mTORC2 fosforylerar AKT, som därmed aktiveras och fosforylerar andra målproteiner.
Signalvägen leder bland annat till fosforylering av proteinet Bad, som leder till att den antiapoptopiska faktorn Bcl-2 dissocierar och aktiveras.
Signalvägen leder även till ökad ribosomgenes, vilket gör att syntesen av proteiner kan öka.